# The Delinquents
The Delinquents is een Amerikaanse dramafilm uit 1957 onder regie van Robert Altman.

## Verhaal
Scotty White is een aardiger tienerjongen. Hij raakt echter op het verkeerde pad. Wanneer hij door de vader van zijn vriendin Janice wordt weggestuurd, komt hij in een jeugdbende terecht.

## Rolverdeling
| Acteur            | Personage       |
| ----------------- | --------------- |
| Tom Laughlin      | Scotty          |
| Peter Miller      | Cholly          |
| Richard Bakalyan  | Eddy            |
| Rosemary Howard   | Janice          |
| Helen Hawley      | Mevrouw White   |
| Leonard Belove    | Mijnheer White  |
| Lotus Corelli     | Mevrouw Wilson  |
| James Lantz       | Mijnheer Wilson |
| Christine Altman  | Sissy           |
| George Mason Kuhn | Jay             |
| Pat Stedman       | Meg             |
| Norman Zands      | Chizzy          |
| James Leria       | Steve           |
| Jet Pinkston      | Molly           |
| Kermit Echols     | Barman          |